# Aartsbisdom Calabar
Het aartsbisdom Calabar (Latijn: Archidioecesis Calabarensis) is een rooms-katholiek aartsbisdom met als zetel Calabar, de hoofdstad van de staat Cross River in Nigeria.

## Geschiedenis
Het aartsbisdom werd opgericht op 9 juli 1934, uit het apostolisch vicariaat Western Nigeria, als de apostolische prefectuur Calabar. Op 12 juni 1947 werd het verheven tot apostolisch vicariaat, op 18 april 1950 werd het een bisdom, en op 26 maart 1994 een metropolitaan-aartsbisdom.
Het verloor meermaals gebied bij de oprichting van de prefectuur Ogoja (1938), en de bisdommen Ikot Ekpene (1963) en Uyo (1989).

## Parochies
In 2019 telde het aartsbisdom 51 parochies. Het aartsbisdom had in 2019 een oppervlakte van 7.754 km2 en telde 1.641.900 inwoners waarvan 18,7% rooms-katholiek was.

## Suffragane bisdommen
Calabar heeft vier suffragane bisdommen, waarmee het een kerkprovincie vormt:
- Bisdom Ikot Ekpene
- Bisdom Ogoja
- Bisdom Port Harcourt
- Bisdom Uyo

## Bisschoppen
- James Moynagh (26 oktober 1934 - 5 februari 1970)
- Brian David Usanga (5 februari 1970 - 17 december 2003)
- Joseph Edra Ukpo (17 december 2003 - 2 februari 2013)
- Joseph Effiong Ekuwem (2 februari 2013 - heden)

Calabar (aartsbisdom) · Ikot Ekpene · Ogoja · Port Harcourt · Uyo